# Gostivar
Gostivar (Гостивар) er en by i Polog-dalen i den vestlige del af Makedonien, Byen 530 meter over havets overflade 24 km fra byen Tetovo mod nord, 67 km fra hovedstaden Skopje mod nordøst, 46 km fra byen Kičevo mod syd, 107 km fra byen Ohrid, 106 km fra byen Struga og 71 km fra byen Debar mod sydvest. Der er gode vejforbindelser fra byen.
Byen blev grundlagt af slavere i middelalderen.[kilde mangler]

## Demografi
Indbyggertallet igennem tiden: 1874 – 2.000 indbyggere, 1900 – 4.000 indbyggere, 1921 – 4.885 indbyggere, 1948 – 7.832 indbyggere, 1961 – 12.788 indbyggere, 1977 – 32.926 indbyggere.
Ifølge folketællingen i 1961 boede der i byen 5.092 makedonere, 4.349 tyrkere og 2.904 albanere. 
Ifølge folketællingen i 1994 boede der i byen 20.110 makedonere, 13.752 tyrkere, 68.926 albanere, 2.138 sigøjnere, 308 serbere og 2.855 mennesker af en anden herkomst.

## Erhverv
På grund af de gode forbindelsesmuligheder og den voksende befolkning blev der i byen i midten af det 19. århundrede åbnet mange håndværkervirksomheder og forretninger, og der blev indført en handledag om tirsdagen. Håndværkere fra byerne Kruševo, Kičevo og forretningsmænd fra Tetovo og Veles var grundlæggere af datidens handelscentrum.